# Jihočeská vědecká knihovna
Jihočeská vědecká knihovna (zkráceně JVK) v Českých Budějovicích patří mezi krajské knihovny. V současné době má dvě hlavní budovy umístěné v centru města v ulicích Na Sadech (knihovna je zde umístěna v historickém objektu Eggertovy vily v centru města a je odhlučněná) a Lidická. Kromě toho k ní náleží čtyři pobočky v částech města Rožnov, Čtyři Dvory, Suché Vrbné a Vltava. Hlavní budova Na Sadech a pobočky slouží jako knihovny městské, budova knihovny na Lidické třídě má funkci vědecké knihovny. Historické fondy jsou uloženy mimo České Budějovice v Klášteře Zlatá Koruna.

## Historie
První zmínky o veřejné knihovně lze datovat již do 30. let 19. století. Byla to knihovna pro české čtenáře, kterou založili posluchači filozofického institutu v roce 1834 a která působila až do roku 1870. Vedle této instituce existovaly na území jihočeské metropole pouze neveřejné knihovny různých spolků a škol, které sloužily výhradně potřebám svých členů. S nápadem vytvořit českou veřejnou knihovnu přišel r. 1884 August Zátka a o rok později vznikla dohoda mezi třemi spolky – Besedou lidu (později nahrazena Národní jednotou pošumavskou), Besedou českobudějovickou a Besedou řemeslnicko-živnostenskou o vytvoření české knihovny. 15. listopadu 1885 byla zahájena činnost knihovny v budově Besedy v ul. Na Sadech. Knihy se půjčovaly každé úterý a pátek večer, členům spolků i v neděli. Z původních cca 507 titulů se její fond rozšířil na přelomu století až na 4200 svazků (v roce 1913 již 9200). Výpůjční doba byla rozšířena na 4 dny v týdnu, od roku 1897 byla zřízena i čítárna se 128 tituly novin a časopisů, která byla otevřena dokonce každý večer. Zajímavostí je, že zde jako student vypomáhal básník Fráňa Šrámek.

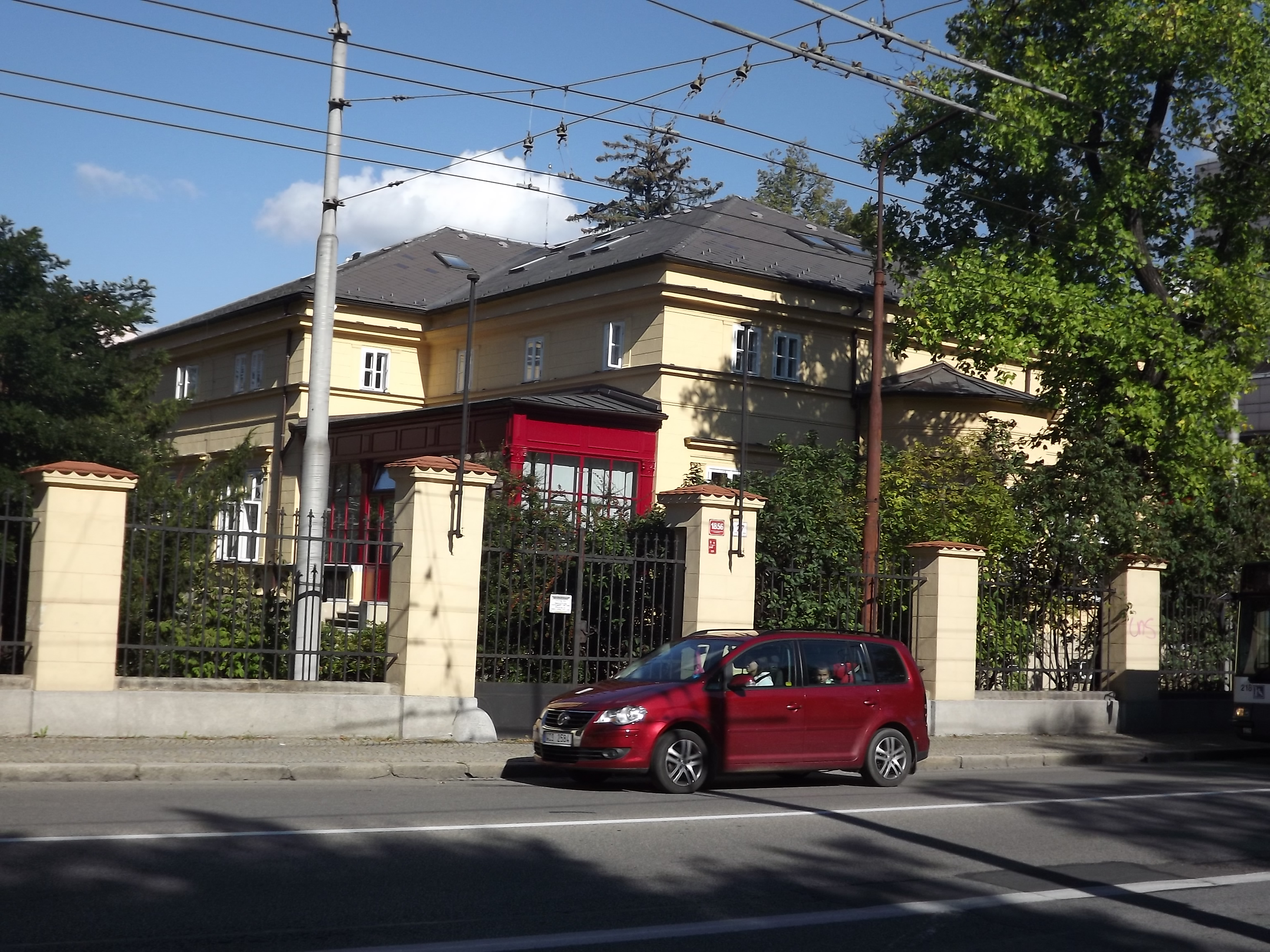
Budova Na Sadech - Eggertova vila

Po vypuknutí 1. sv. války byla činnost knihovny utlumena. V roce 1921 převzalo knihovnu do svého vlastnictví město České Budějovice za poplatek 39000 korun a knihovna byla přejmenována na Veřejnou knihovnu města České Budějovice. V roce 1927 byl název upraven na Veřejná městská knihovna dr. Augusta Zátky. Od roku 1924 získala knihovna trvalé umístění v budově bývalé německé školy v ulici Riegrova č. 3. V roce 1928 čítal seznam titulů asi 9500 knih a 1000 titulů časopisů. Za 2. světové války knihovna musela uvolnit prostory knihovně německé. Do Riegrovy ulice se vrátila krátce po skončení války, ale slavnostně otevřena byla až 2. září 1946 jako Městská knihovna včetně samostatného oddělení pro děti a mládež. V roce 1951 byla Městská knihovna přejmenována na Krajskou lidovou knihovnu s funkcí knihovny městské, okresní a krajské. Jako jedna z prvních českobudějovická knihovna zavedla meziknihovní výpůjční službu. V letech 1950–1956 provozovala dva autobusy upravené na pojízdné knihovny tzv. bibliobusy, které zásobovaly knihami jihočeský venkov.
2. května 1948 byla v Českých Budějovicích otevřena v ulici Na Sadech Jihočeská vědecká knihovna, která byla vedle Městské knihovny druhou veřejnou knihovnou na území města. Její knihovní fondy byly složeny z darů, konfiskací a nákupem. 2. dubna 1949 byla na základě usnesení vlády zestátněna a 1. února přešla Jihočeská vědecká knihovna pod řízení ministerstva školství, věd a umění a byla přejmenována na Státní studijní knihovnu dr. Zdeňka Nejedlého. Do fondu této knihovny se mimo jiné soustřeďovaly historické fondy, které se postupně ukládaly ve zrušeném klášteře ve Zlaté Koruně (v roce 1984 zde byla zřízena studovna pro badatele v oboru historických fondů).

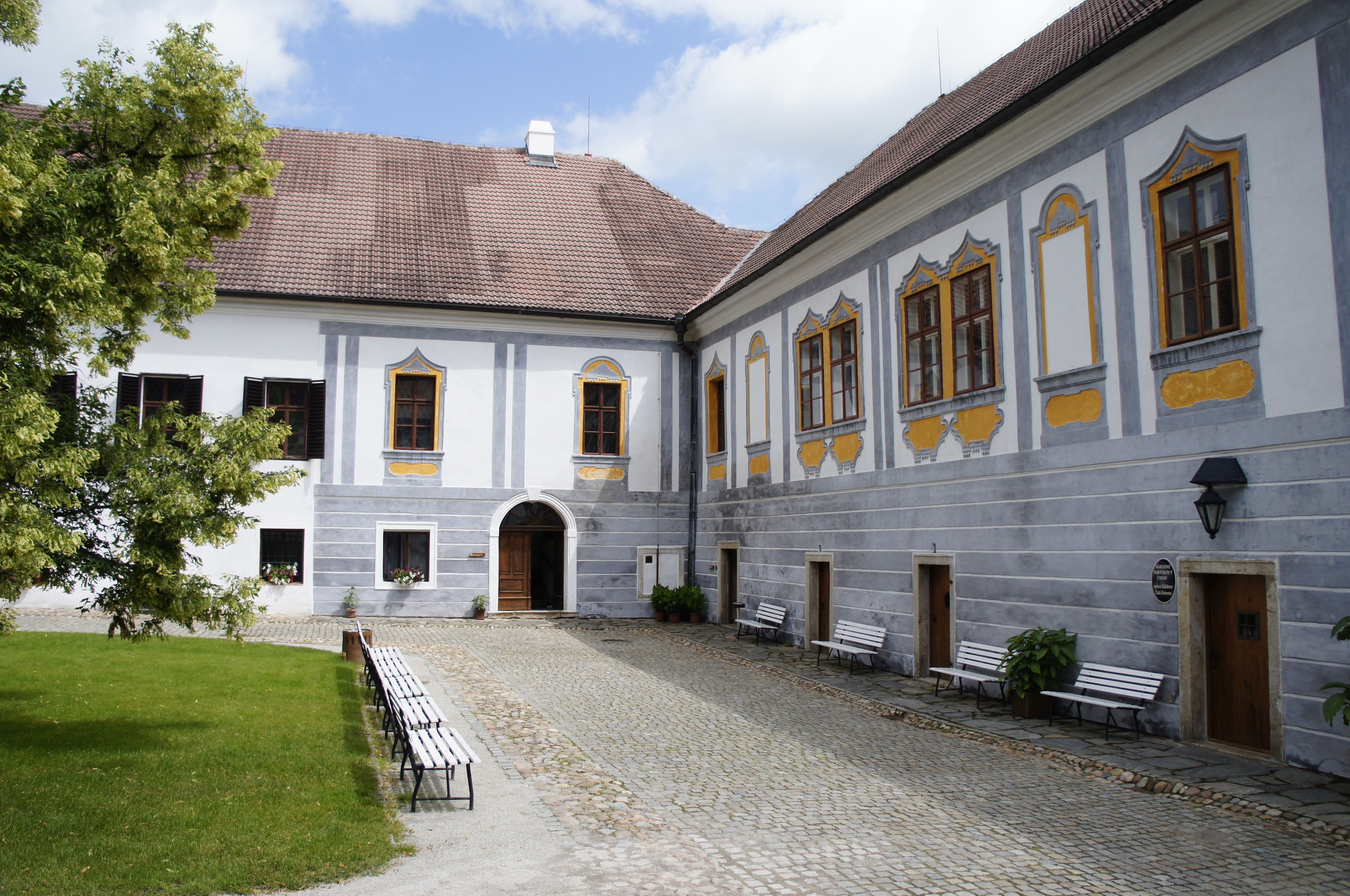
Klášter Zlatá Koruna, kde jsou uloženy historické fondy Jihočeské vědecké knihovny

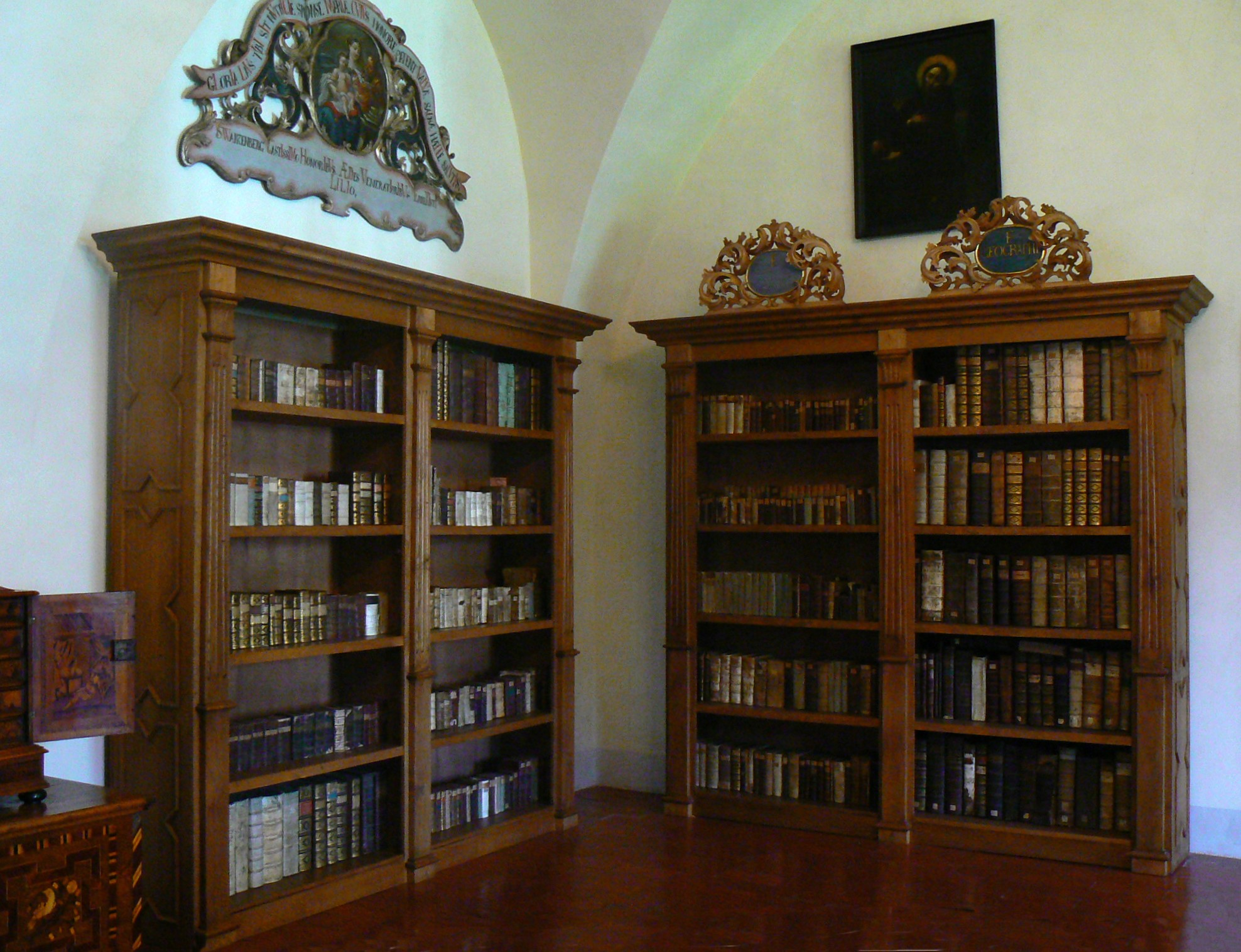
Oddělení rukopisů a starých tisků Jihočeské vědecké knihovny v Klášteře Zlatá Koruna

V roce 1958 byly Krajská lidová knihovna a Státní studijní knihovna sloučeny. Nově vzniklá instituce nesla název Krajská knihovna. Od konce 50. let se název knihovny často měnil podle toho, kdo byl momentálně jejím správcem (Okresní knihovna s krajskou působností 1960-1963, Krajská knihovna. 1963-1979, Státní vědecká knihovna 1979–2001). Budova knihovny Na Sadech byla v této době[kdy?] již v havarijním stavu. Dlouho plánovaná rekonstrukce začala v roce 1989, kdy byla zahájena I. etapa ( sklad) akce Rekonstrukce a dostavba SVK Na Sadech podle projektu ing. arch. Jiřího Stříteckého a arch. Martina Krupauera – Ateliér 8000, generálním dodavatelem byla firma Stavomontáže České Budějovice. Studijní (vědecká) část knihovny se přesunula v roce 1990 do prostor bývalého Muzea dělnického a revolučního hnutí a tím původní projekt přestal být aktuální a byla z něj realizována pouze jedna budova (ekonomické zázemí a sklad knihovního fondu).
- Návrh rekonstrukce a dostavby knihovny Na Sadech z roku 1988

"Návrh
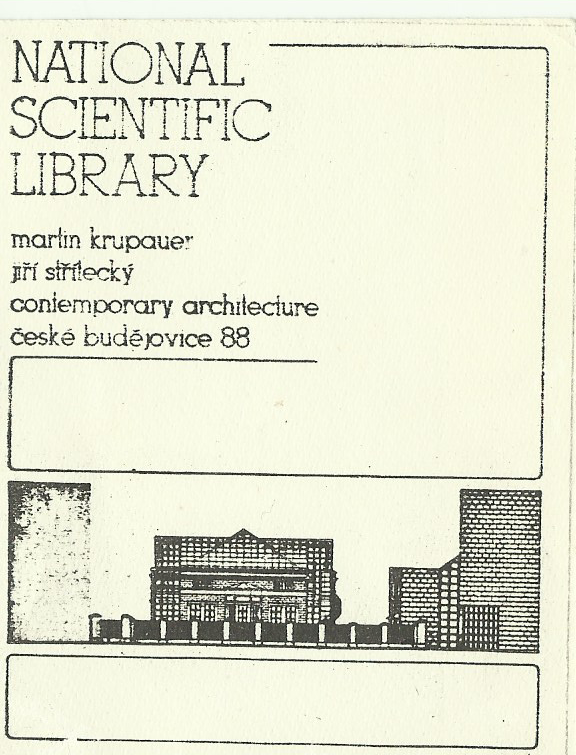
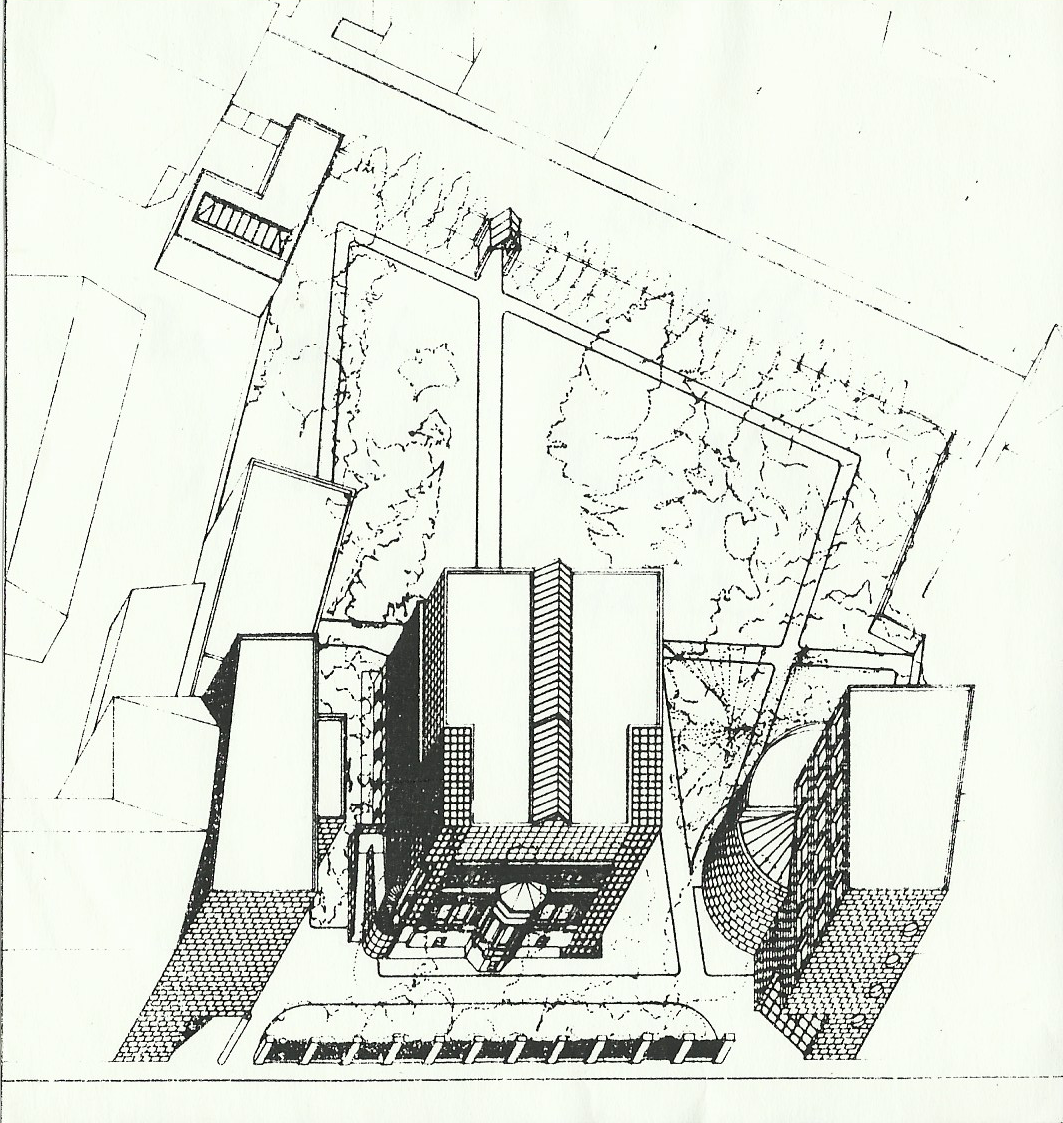

1. ledna 1991 se zřizovatelem knihovny stalo Ministerstvo kultury České republiky.
Na rekonstrukci vily Na Sadech, ze které se odstěhovala vědecká část knihovny, bylo vypsáno novým zřizovatelem výběrové řízení a byla vybrána architektonická kancelář Ing. arch. Jana Stacha ASKA Tábor. V roce 1999 byly ukončeny na památkovém objektu Eggertova vila práce a do budovy se přesunul fond knihovny sídlící do té doby v Riegrově ul. a domy byly po vyklizení předány městu České Budějovice. Nová knihovna byla slavnostně otevřena 9. září 1999 a byla již plně automatizovaná. V roce 2000 byl automatizovaný výpůjční proces zahájen také v budově na Lidické třídě. Tyto dvě budovy jsou hlavními sídly knihovny dosud. K 1. červenci 2001 byla knihovna převedena pod Jihočeský kraj a organizace byla zapsána v obchodním rejstříku u Krajského soudu v Č. Budějovicích pod novým názvem Jihočeská vědecká knihovna v Českých Budějovicích (ředitelkou zůstala ředitelka bývalé SVK PhDr. Květa Cempírková). Hned v roce 2002 ale postihly budovy Na Sadech a Lidická povodně. Zatopeno bylo 1900 m² do výšky 1,70 m. Fond se však i díky pomoci veřejnosti podařilo brzy obnovit.

### Nová přístavba

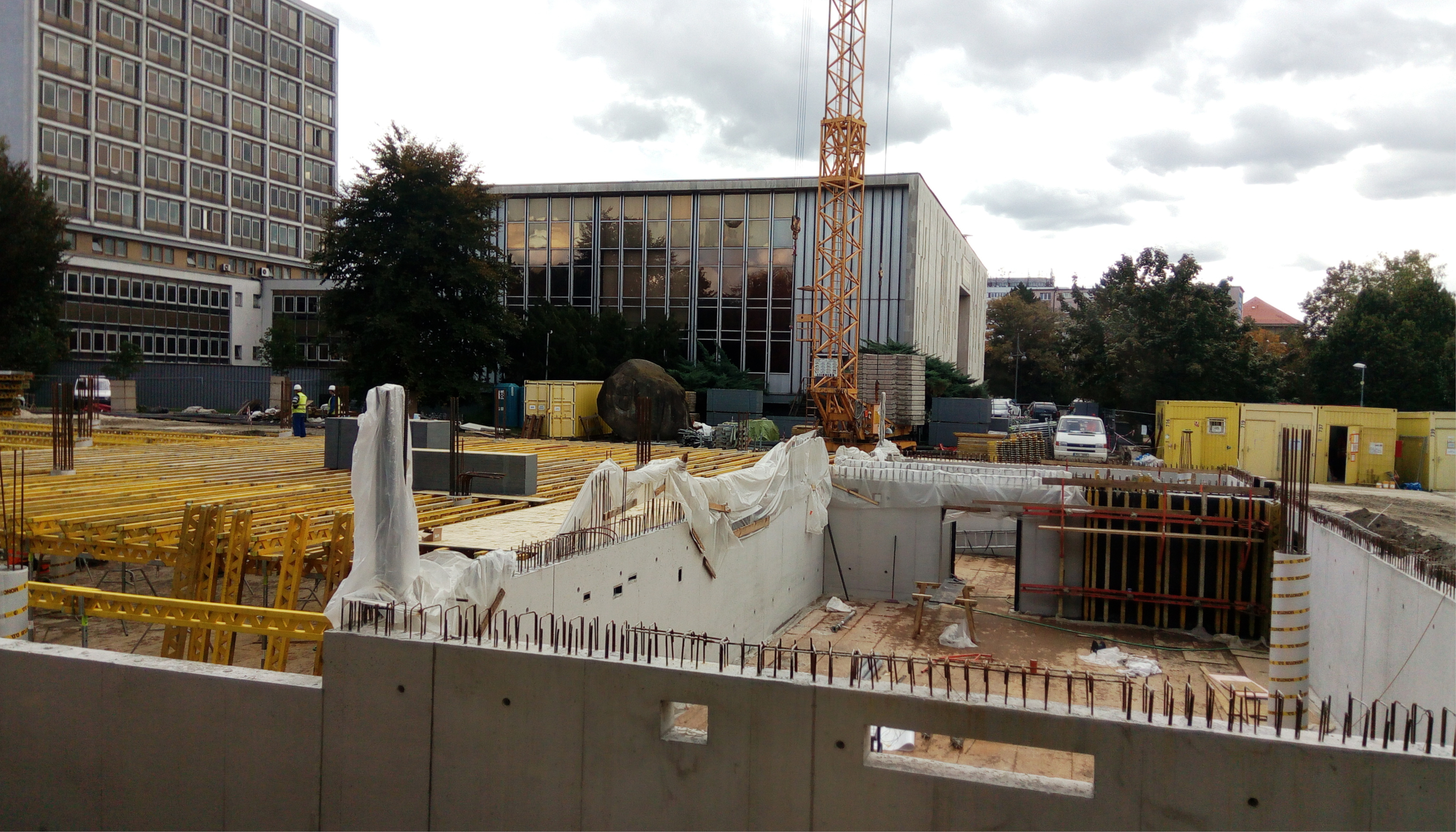

Na přelomu let 2016 a 2017 byla uskutečněna architektonická soutěž na přístavbu pobočky na Lidické třídě, ve které zvítězil návrh brněnského ateliéru Kuba & Pilař architekti. Jedním z důvodů pro rozšíření stavby bylo umožnění volného výběru tak, aby čtenáři nemuseli tituly objednávat pouze přes internet, ale mohli volně chodit mezi regály a do knih nahlížet. V dubnu 2019 začala vlastní rekonstrukce v hodnotě téměř 166 miliónů Kč, financovaná Jihočeským krajem (51 mil. Kč) a z dotačního programu IROP Ministerstva pro místní rozvoj (více než 105 mil. Kč). Před jejím zahájením musel být o 23 metrů přesunut více než stotunový balvan. Do poloviny června 2019 byl pozastaven provoz biblioboxu a výtahu. Stavba probíhala do podzimu 2020. Slavnostní otevření knihovny mělo proběhnout v lednu 2021, ale kvůli epidemii covidu19 byla knihovna slavnostně otevřena až v dubnu 2021.

### Vedení ( ředitelé a ředitelky) knihovny od roku 1921[8][9]
- Rudolf Strnad - vedoucí knihovník Veřejné městské knihovny 1921 - 30. 3. 1926
- Bohumil Vydra - vedoucí knihovník Městské knihovny 1. 4. 1926 - 1944
- Arnošt Průha - vedoucí knihovník Městské knihovny 1944 - 31. 1. 1946
- Jan Bartovský - vedoucí knihovník Městské knihovny 1. 2. 1946 - 1949 a zároveň pověřený ředitel nově vzniklé Jihočeské studijní knihovny, která byla přejmenovaná na Státní vědeckou knihovnu Dr.Zdeňka Nejedlého
- Jiřina Houdková - ředitelka Veřejné městské knihovny 1949-1958
- Mirko Riedl - ředitel Státní vědecké knihovny Dr. Zdeňka Nejedlého 1949-1958
- 1958 - sloučení Veřejné městské knihovny a Státní vědecké knihovny do jedné instituce s názvem Krajská knihovna, později Státní vědecká knihovna a v r.2001 Jihočeská vědecká knihovna
- Jiřina Houdková - ředitelka sloučené knihovny 1958-1974
- Blanka Trčková - zastupující ředitelka 1. 1. 1975 - 14. 4. 1975
- Květa Cempírková - ředitelka 15. 4. 1975 - 31. 10. 2012
- Ivo Kareš - ředitel od 1. 11. 2012

## Přehled služeb JVK
Veškeré služby Jihočeské vědecké knihovny jsou poskytovány pouze registrovaným čtenářům s platným čtenářským průkazem, který je nepřenosný a lze jej použít v každé z budov JVK. Neregistrovaní uživatelé mohou její služby využívat po zaplacení jednorázového poplatku. Služby jsou potom poskytovány pouze prezenčně.

Poskytování prezenčních, absenčních i on-line knihovnických a informačních služeb je poskytováno v souladu s rozvojem nových informačních a výpůjčních technologií, které se rok od roku mění a rozšiřují. 

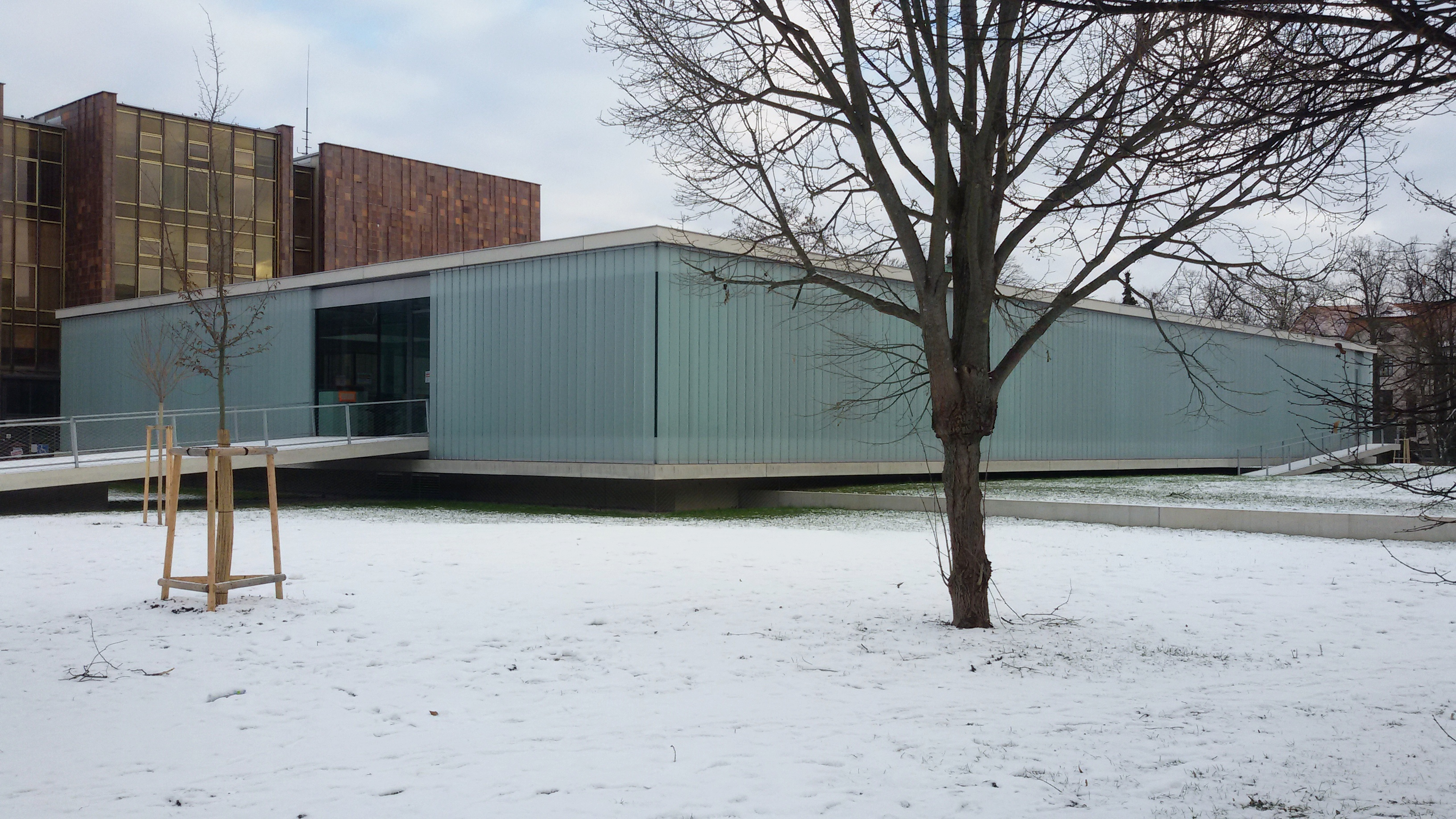
Přístavba hlavní budovy, Lidická 1

### Výpůjční služby

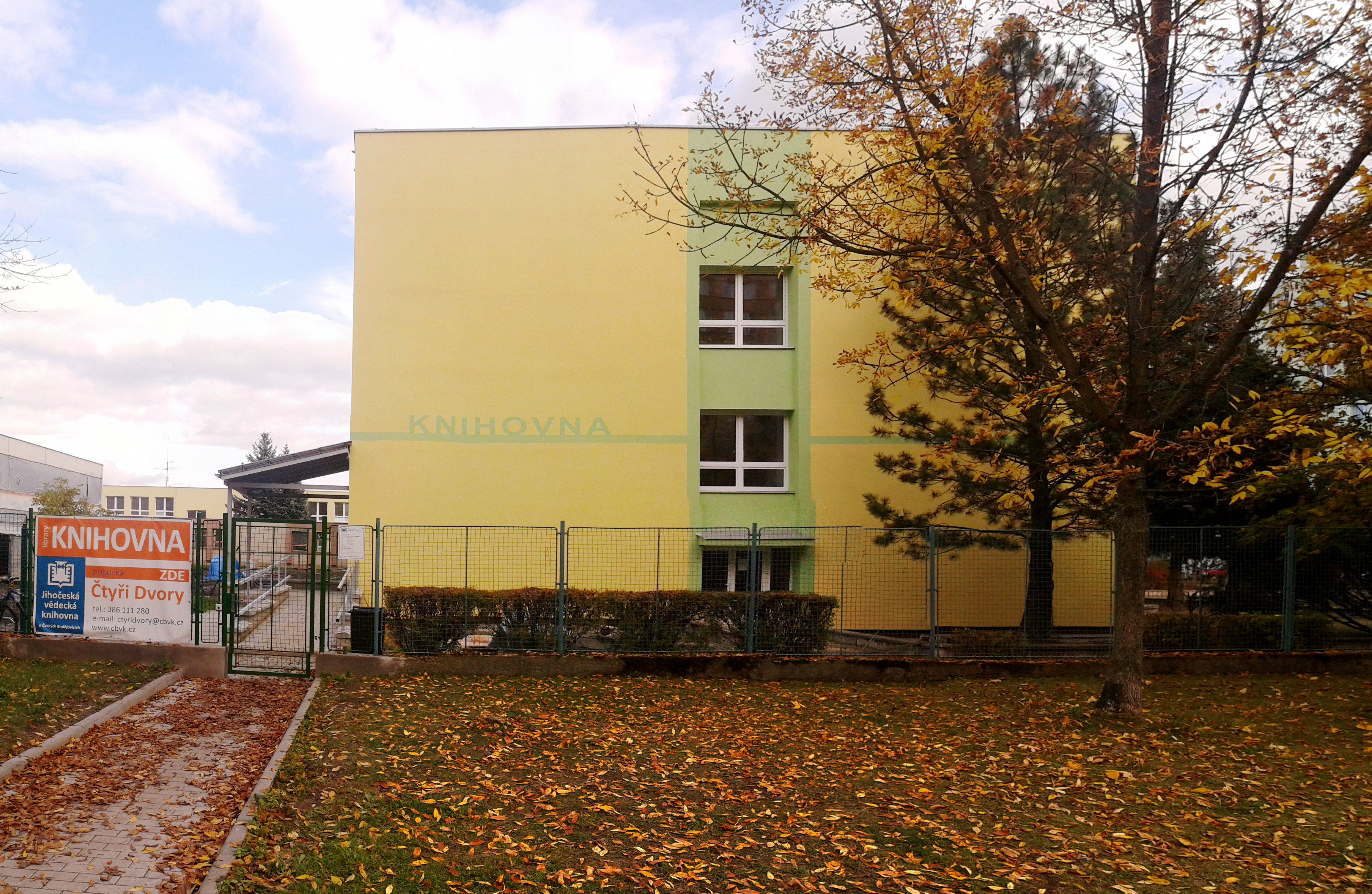
Nová budova pobočky ve Čtyřech Dvorech

Výpůjční služby jsou poskytovány ve dvou hlavních budovách Jihočeské vědecké knihovny a na čtyřech pobočkách. Výpůjční služby jsou poskytovány:
- prezenční výpůjčky– studovny (dokumenty z příručních knihoven), dokumenty z oddělení periodik, historické fondy, fond regionálního oddělení – výpůjčky jsou možné výhradně v prostorách knihovny
- absenční výpůjčky - dokument je možné si vypůjčit domů, většinou je to na 30 dnů. Výpůjčky jednotlivých titulů je možné prodloužit, a to celkem třikrát. Po vyčerpání tohoto limitu je možné prodloužení, pokud nebyla na dokument vytvořena rezervace jiným čtenářem, pouze po předložení vypůjčeného dokumentu. Prodlužovat dokumenty lze telefonicky, e-mailem nebo SMS zprávou. Knihovna nabízí prodlužování dokumentů také on-line prostřednictvím čtenářského konta. Pokud dojde při vracení dokumentu k prodlení, je stanovena pokuta za každých započatých 7 dní po dni, ke kterému měl být dokument vrácen. Od roku 2010 je možné dokumenty vracet na jakékoliv pobočce Jihočeské vědecké knihovny, tedy ne pouze na té, kde byly vypůjčeny. Knihy lze vracet také v prostorách Akademické knihovny Jihočeské univerzity, se kterou navázala JVK užší spolupráci v roce 2011. Mimo výpůjční dobu slouží k vrácení dokumentu dva biblioboxy, které jsou umístěny před hlavními budovami JVK Na Sadech a na Lidické tř.
- je možné půjčovat e-knihy online. V roce 2023 byly v nabídce e-knihy od dvou českých distributorů (Palmknihy a Flexibooks) a anglické odborné knihy od firmy EBSCO.[10]
- od roku 2023 je možné půjčovat audioknihy oline pomocí mobilní aplikace od jednoho českého distributora (Palmknihy)[11] a patří tak k prvním knihovnám v Česku, které umožňují online půjčování audioknih.[12]

JVK na pobočce ve Čtyřech Dvorech nabízí možnost samoobslužné výpůjčky pomocí selfchecku. Dokumenty, které si lze zapůjčit, čtenář může vyhledat v elektronickém katalogu (hledá-li určitý titul) nebo přímo ve volném výběru knihovny (kromě budovy na Lidické tř., kde výpůjčky probíhaly pouze na základě výběru z katalogu, po roce 2021 již také ve volném výběru).

### Meziknihovní služby (MVS) a cirkulační služby
Služby MVS jsou poskytovány pouze registrovaným čtenářům a jsou zpoplatněny. Za jeden dokument vyžádaný MVS je účtován poplatek, který se platí při předání dokumentu čtenáři. Je to poplatek za poštovné a balné a pouze při realizované výpůjčce.

### Cirkulační služby periodik
Cirkulační služby periodik (tj. zápůjčka zahraničních periodik kolektivním čtenářům) jsou poskytovány rozpočtovým a příspěvkovým organizacím za cenu poštovného a balného. Ostatním firmám a soukromým osobám se účtuje poplatek.

### Informační služby
Informační služby jsou poskytovány v obou hlavních budovách a všech pobočkách JVK u výpůjčního pultu. Jedná se o poradenské služby, kdy pracovník knihovny může čtenáři v případě potřeby zodpovědět otázky ohledně katalogů, databází, fondů a jednotlivých služeb knihovny. Zjišťuje informace o dostupnosti jednotlivých dokumentů (např. zda je dokument ve fondu knihovny, jestli je vypůjčen nebo volně dostupný, na jaké pobočce se nachází, zda je možná výpůjčka absenčně nebo jen prezenčně aj.). Pracovník knihovny také poskytuje rady pro práci s PC a databázemi, jednak místními – práce s knihovním katalogem - nebo pro práci s databázemi přístupnými na síti.

### Internetové služby
Internetové služby jsou poskytovány na všech pobočkách JVK bezplatně po dobu 30 minut. Pokud není služba vyžadována dalším uživatelem, je možné tuto dobu prodloužit. Na vlastních noteboocích je možné připojení pomocí bezdrátové sítě WiFi. Na každém oddělení knihovny jsou k dispozici minimálně 2PC s připojením na Internet (kromě hudebního oddělení na Lidické a oddělení historických fondů). Kromě toho je v budově na Lidické třídě počítačová učebna s 20 studijními místy a 12 PC s připojením na Internet, přístupem k on-line databázím a elektronickým dokumentům z fondu JVK. Jednou za měsíc se také pořádala školení základů práce s Internetem.

### Rešeršní služby
Rešeršní služby jsou poskytovány v oddělení bibliograficko-informačních služeb v budově na Lidické třídě. Dle požadavku čtenáře je rešerše zpracována z automatizovaných i klasických informačních zdrojů. Doba zpracování je různá, podle náročnosti tématu, ale nejpozději do 1 měsíce od zadání. Od roku 2008 jsou zpracovávány soupisy zpracovaných rešerší. Zájem o tuto službu za poslední léta roste. Dle soupisu rešerší za rok 2012 jich bylo zpracováno 82, zatímco v roce 2008 pouze necelých 30. Tato služba je zpoplatněna.

### Reprografické služby
Reprografické služby jsou poskytovány na všech pobočkách JVK. Kopírovat je možné pouze z materiálů JVK a i tato služba je zpoplatněna dle platného ceníku JVK.

### Fond regionální literatury
Tyto služby jsou poskytovány v Regionálním oddělení v budově knihovny na Lidické třídě. Tyto služby jsou poskytovány pouze v prezenční formě. V knižním fondu tohoto oddělení se nachází 33 162 titulů regionálních autorů, s regionální tematikou nebo titulů vydaných v regionu. Patří sem různé encyklopedie, místopisné a biografické slovníky, dějiny regionu, periodika vycházející v jižních Čechách, regionální mapy aj. Kromě toho toto oddělení zajišťuje přístup k regionální elektronické databázi, k záznamům v kartotékách, v archivu aj. Zajímavostí je elektronická publikace Kohoutí kříž, která se věnuje šumavské německé literatuře od středověku až po současnost a je průběžně doplňovaná (k 9. září 2024) obsahuje medailony cca 2631 autorů). V roce 2003 byl web oceněn ministrem kultury ČR (cena Knihovna roku 2003, diplom v kategorii Významný počin v oblasti poskytování veřejných a informačních služeb). V roce 2018 byl projekt Kohoutí kříž oceněn v literární soutěži Šumava Litera Cenou slávy Johanna Steinbrenera.

### Databáze
JVK umožňuje přístup do různých databází. Jednak je to katalog IPAC, CD ROM Server Ultra*Net a on-line databáze např. Naxos, Music Library, Library Press Display, EBSCO, Anopress, OCLC, FirstSearch, Česká národní bibliografie, Bibliomedica, ASPI, ČSNI, ESPACE-PRECES, ULRICH´S PLUS.

### Půjčování elektronických čteček
Tato služba byla zavedena v roce 2011. V budově na Lidické třídě jsou k dispozici celkem čtyři čtečky elektronických knih (2x Kindle, Prestigio a Sony). Čtečky jsou půjčovány pouze registrovaným čtenářům oproti záloze.

### Služby pro zrakově postižené
Těmito službami se knihovna zabývala intenzivně již od roku 1975, kdy zahájila půjčování zvukových knih pro nevidomé a slabozraké občany. V roce 1982 měly tyto služby dokonce samostatné oddělení na dnešní Pražské třídě, odkud se ale pro vypovězení nájemní smlouvy musela knihovna pro zrakově postižené přesunout do Strakonic. Dnešní specializované pracoviště je umístěno v hudebním oddělení knihovny na Lidické třídě. Je vybaveno počítačem s velkým monitorem a skenerem, počítač je vybaven programem na zvětšování a přibližování textu, hlasovou syntézu. Uživatelé mají k dispozici také kamerovou lupu. Tou je vybavena také studovna periodik na Lidické třídě a čítárna v budově Na Sadech. Knihovna je vybavena také speciálním fondem zvukových knih, který zahrnuje cca 300 dokumentů vydávaných Knihovnou a tiskárnou pro nevidomé K. E. Macana.
Dále knihovna pravidelně pořádá různé kulturní a vzdělávací akce, ať již pro děti nebo dospělé. Každé první úterý v měsíci knihovna láká rodiče, děti a jiné rodinné příslušníky na akci Dopoledne strávené v knihovně. Zde se děti a jejich rodiče dozví praktické informace, jaké knihy si vypůjčovat, jak funguje knihovna aj. Kromě toho ve spolupráci s výtvarným ateliérem TVOR mohou společně i něco vytvořit.

## Galerie

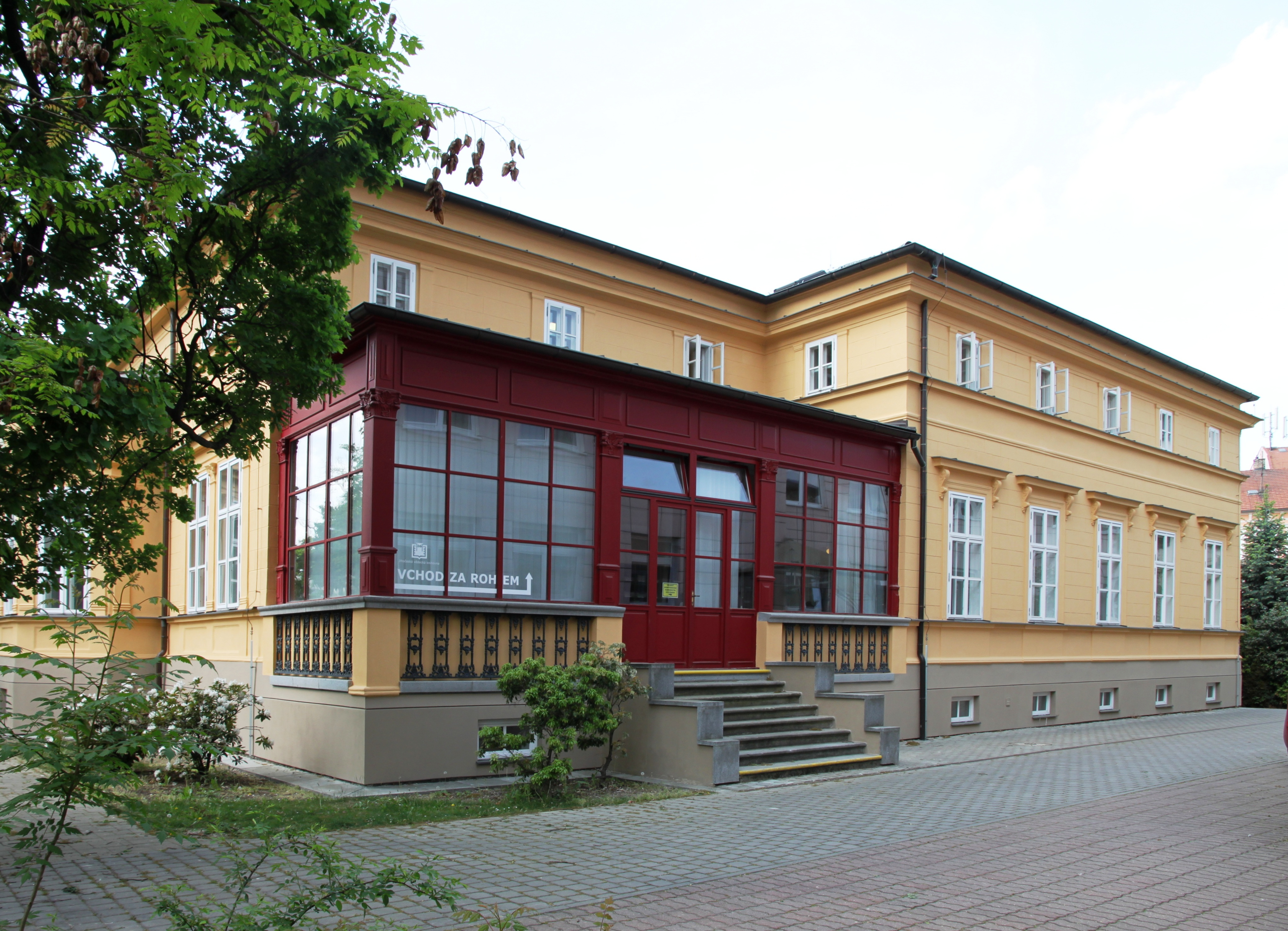
Pobočka Na Sadech (Eggertova vila)
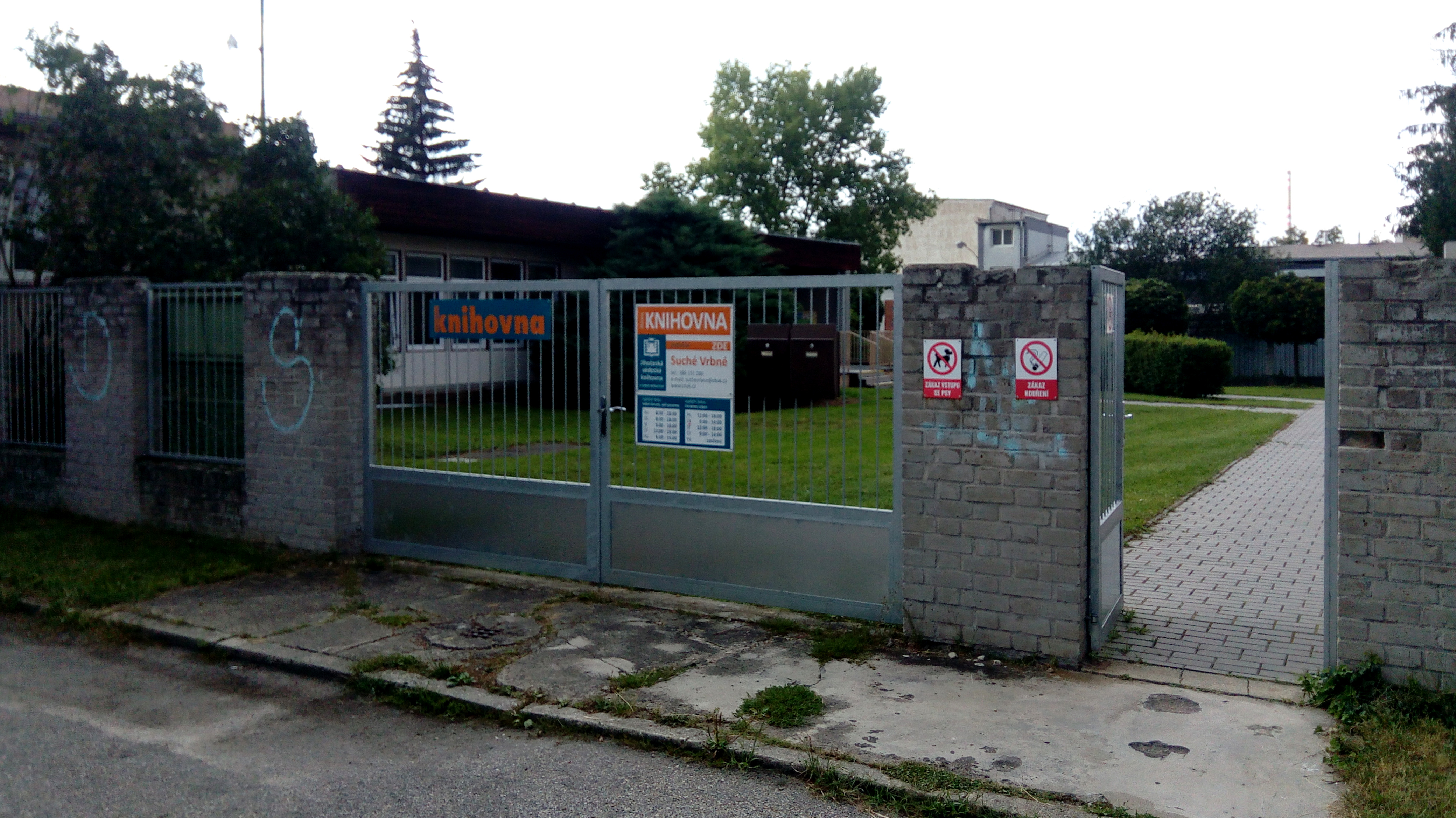
Pobočka Suché Vrbné
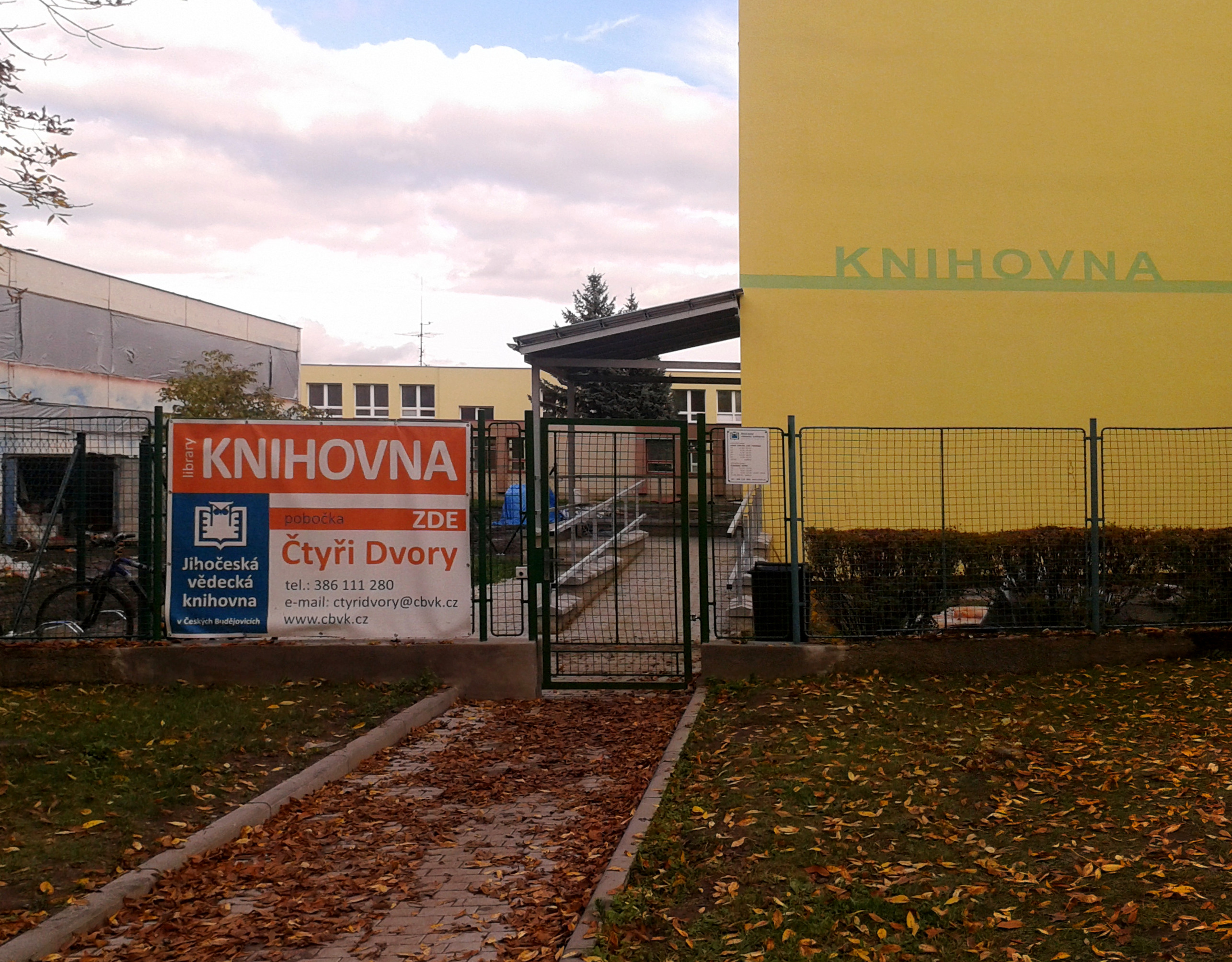
Pobočka Čtyři Dvory
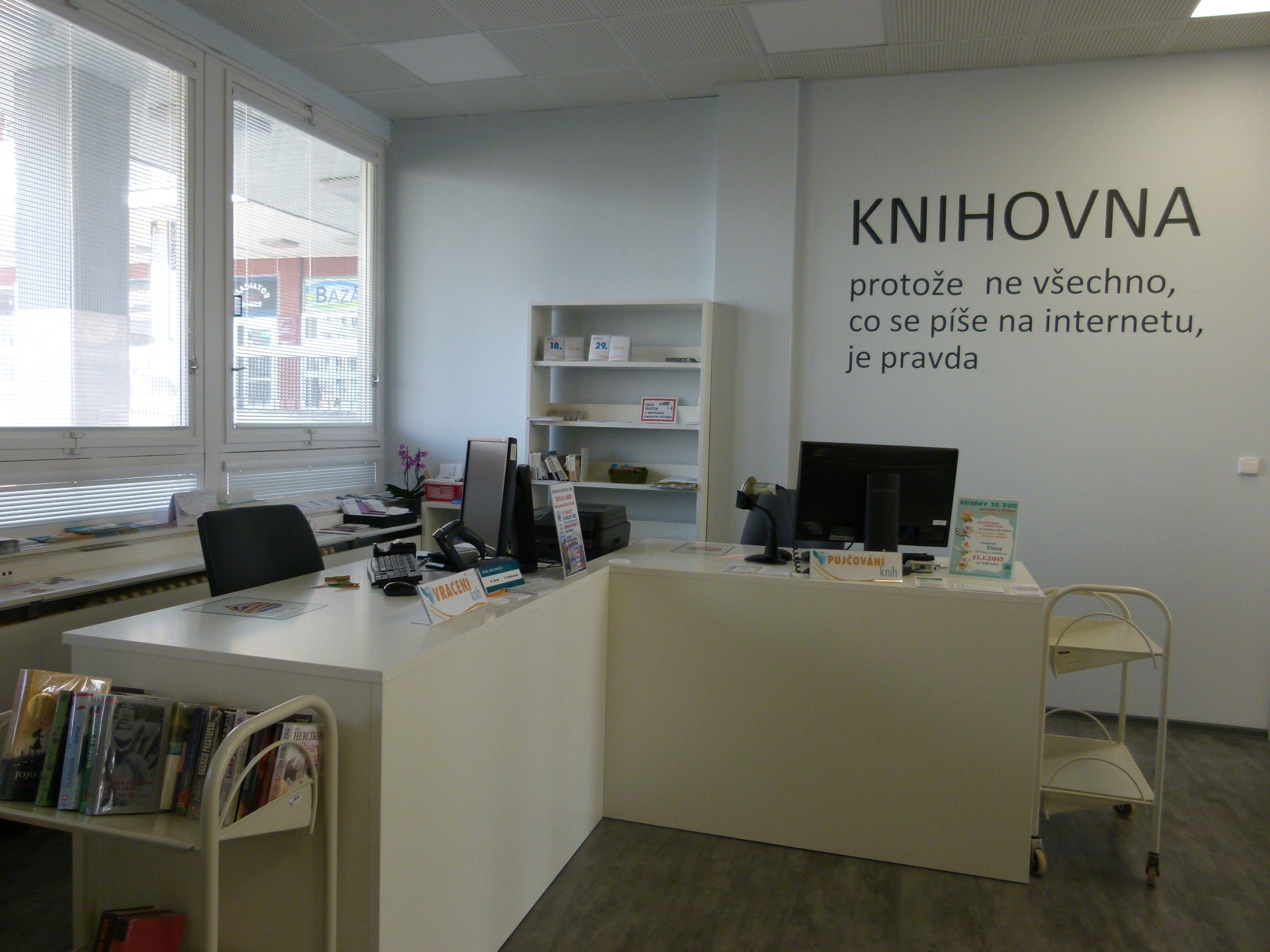
Pobočka Vltava
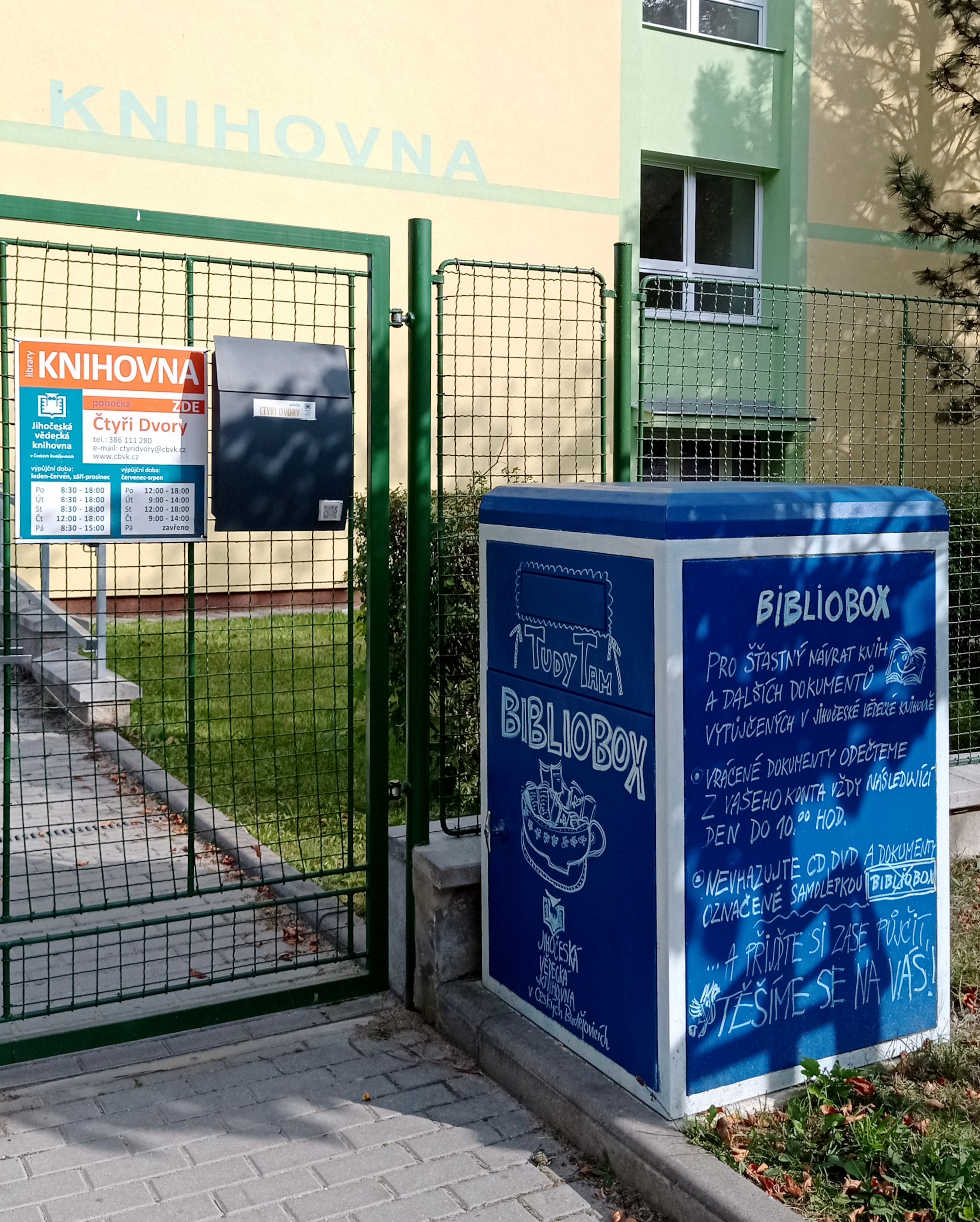
Bibliobox u pobočky Čtyři Dvory

## Uznání a ocenění

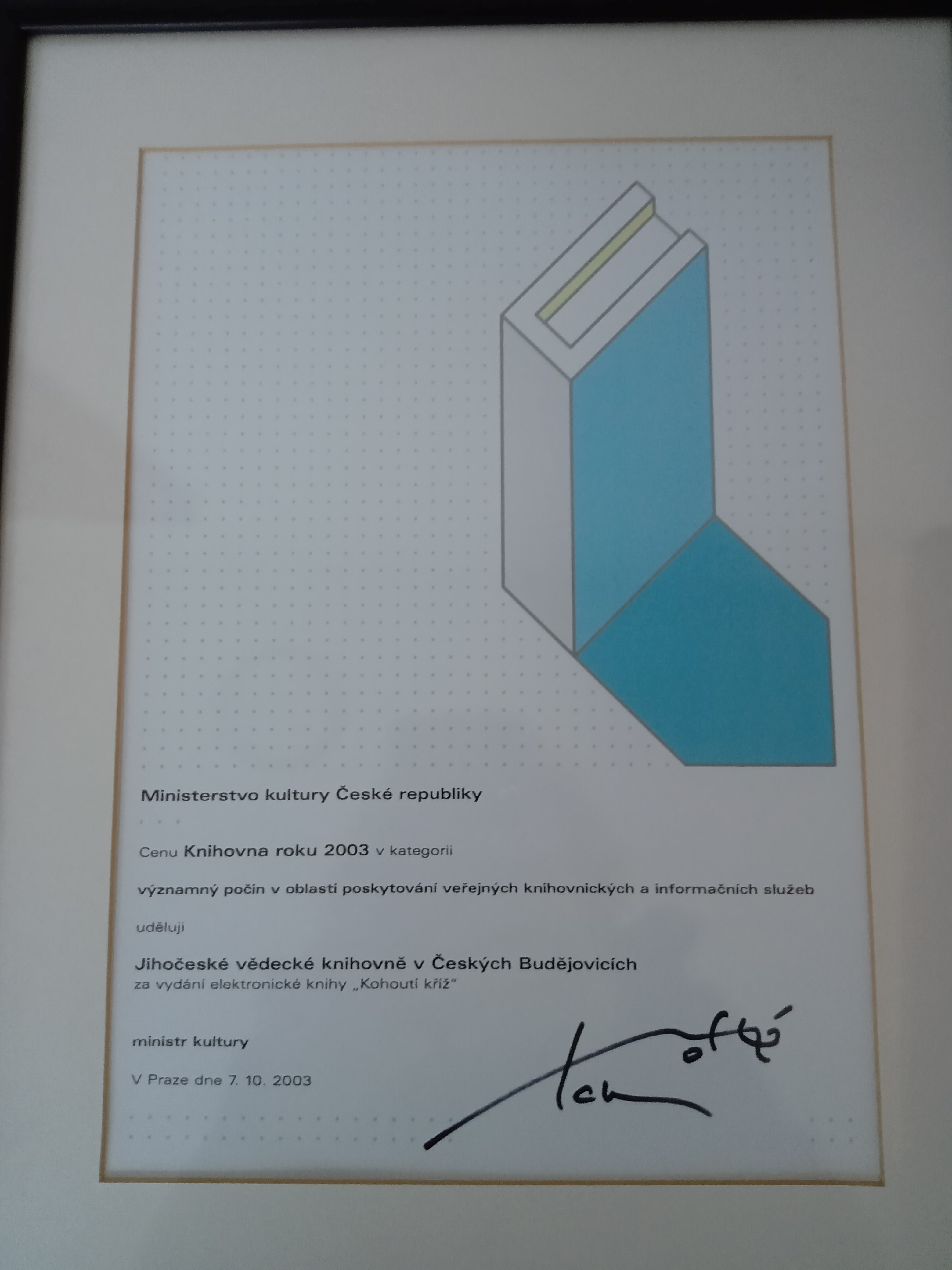
Knihovna roku 2003
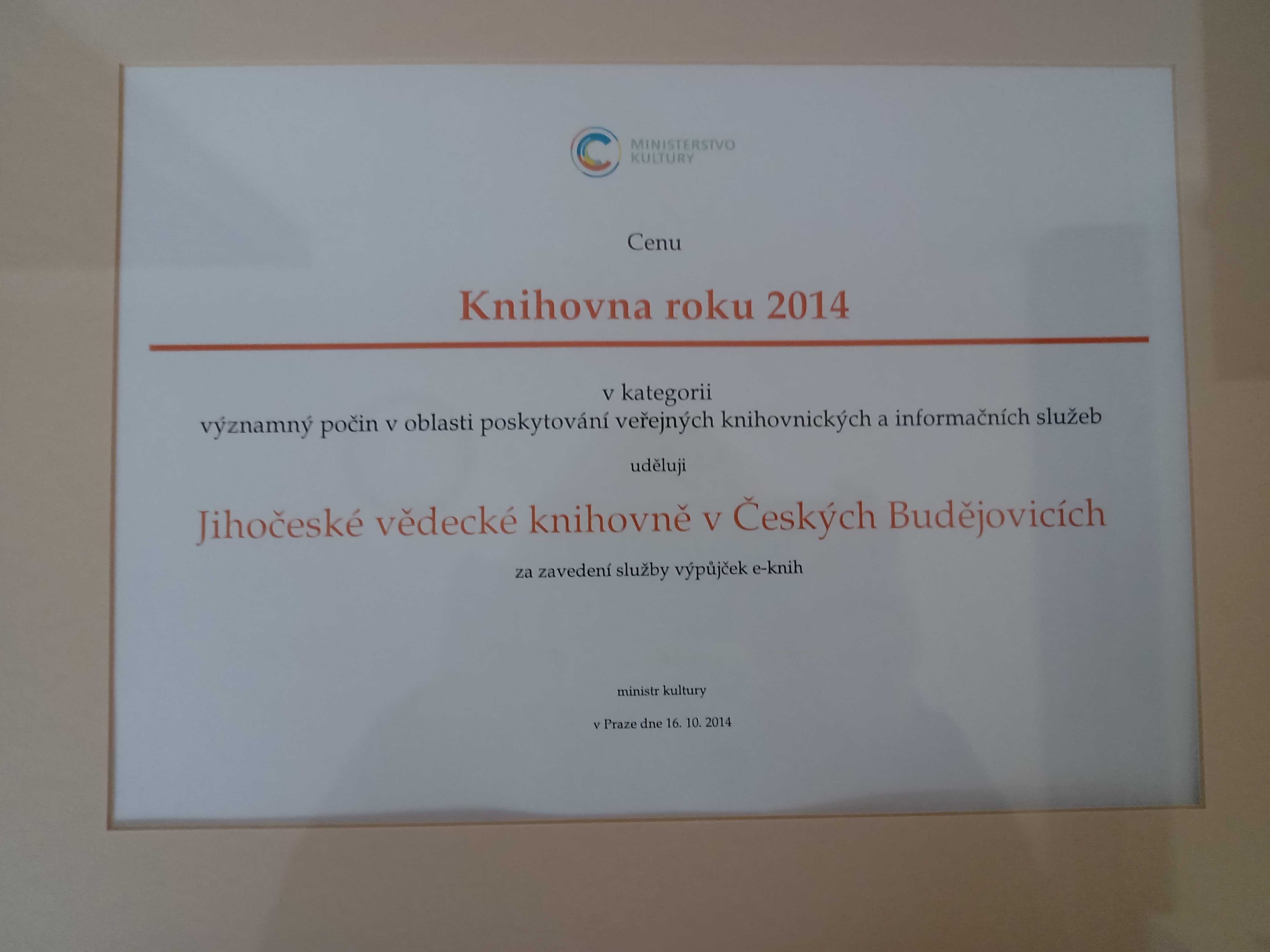
Knihovna roku 2014
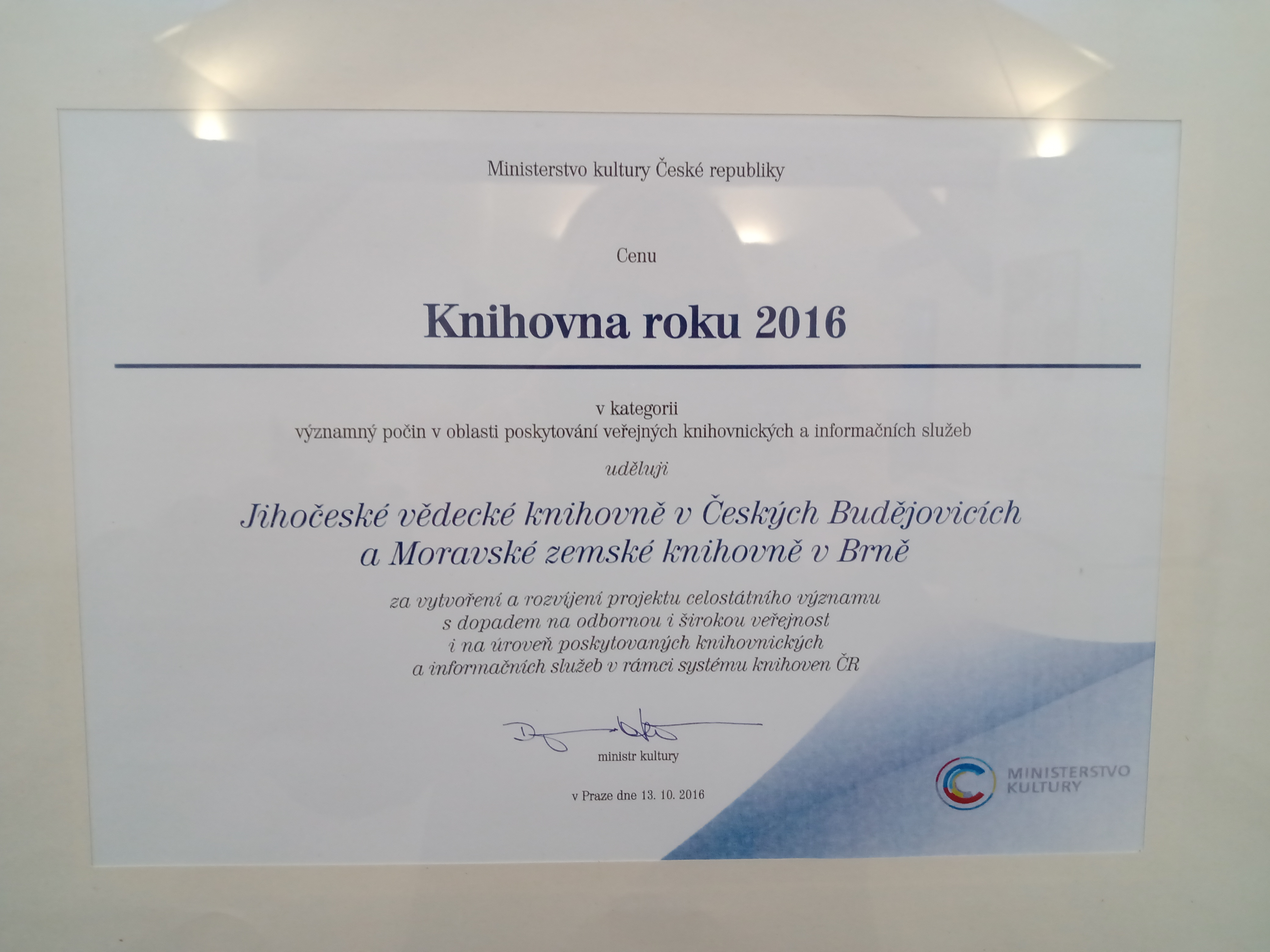
Knihovna roku 2016
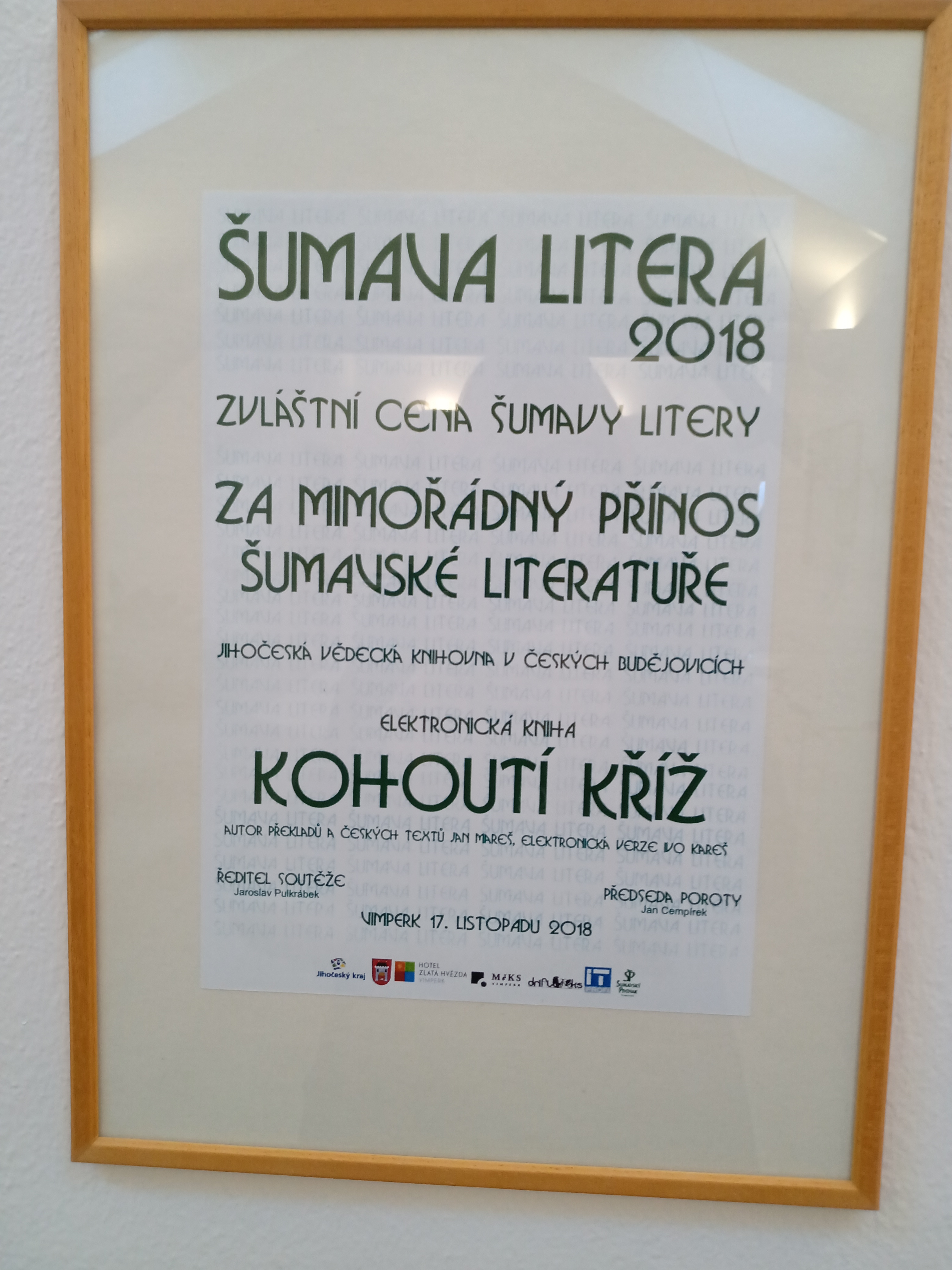
Zvláštní cena Šumava Litera 2018
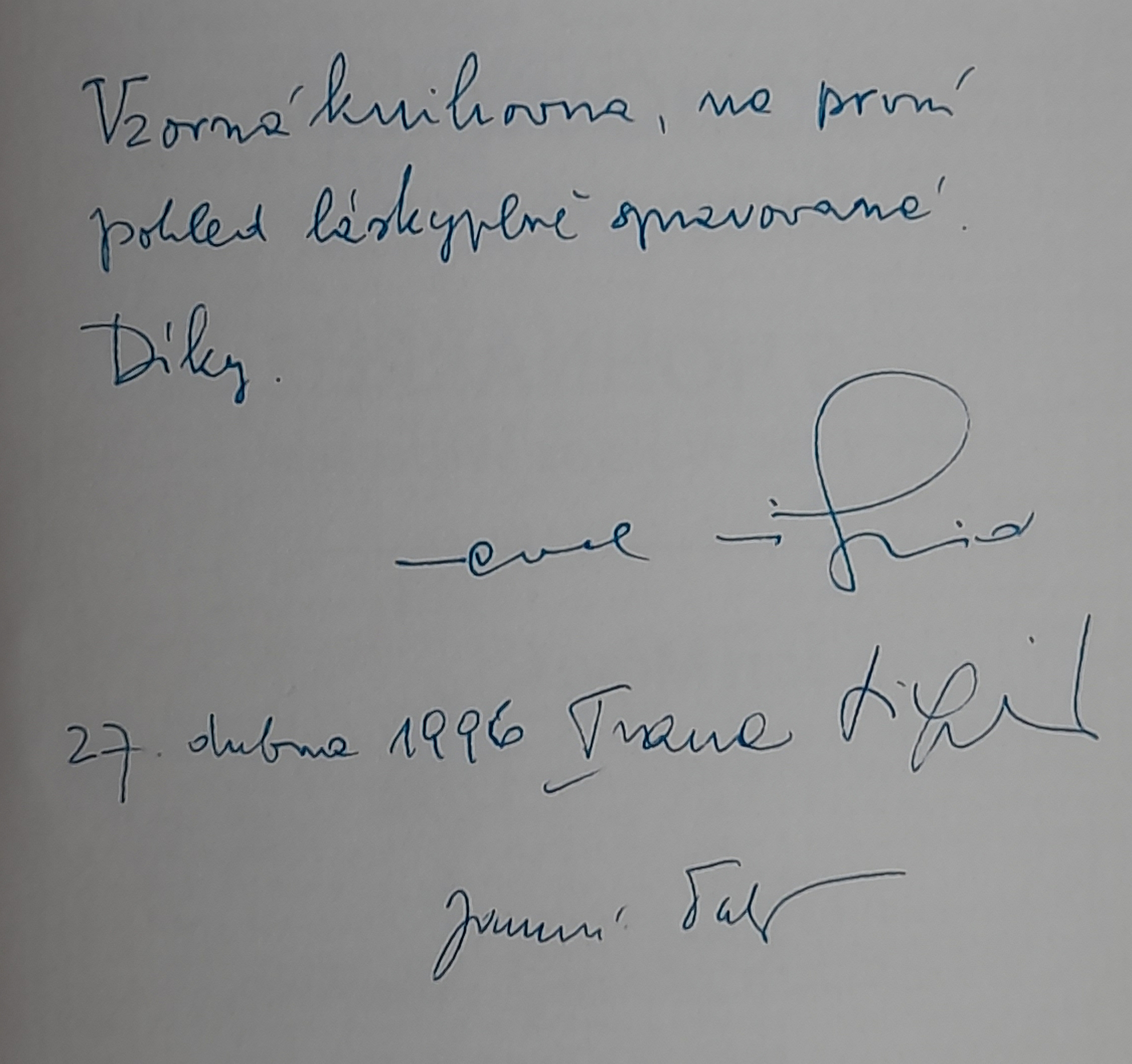
Zápis Pavla Tigrida v návštěvní knize JVK v roce 1996